# 1-Méthylnaphtalène
Le 1-méthylnaphtalène (ou α-méthylnaphtalène) correspond à un hydrocarbure aromatique polycyclique extrait du goudron utilisé comme solvant et liquide caloporteur.

## Propriétés physico-chimiques
C'est un liquide incolore qui devient bleu lorsque exposé aux UV. Cet hydrocarbure est soluble dans le benzène, l'éthanol et le diéthyléther, et insoluble dans l'eau.

## Production
Le 1-méthylnaphtalène est extrait du goudron où il est présent à une concentration d'environ 0,5 % par distillation fractionnée et forme avec le 2-méthylnaphtalène la majeure partie de la fraction allant de 240 à 245 °C. Il est séparé par la suite de son isomère par cristallisation.